# 西三河農業協同組合

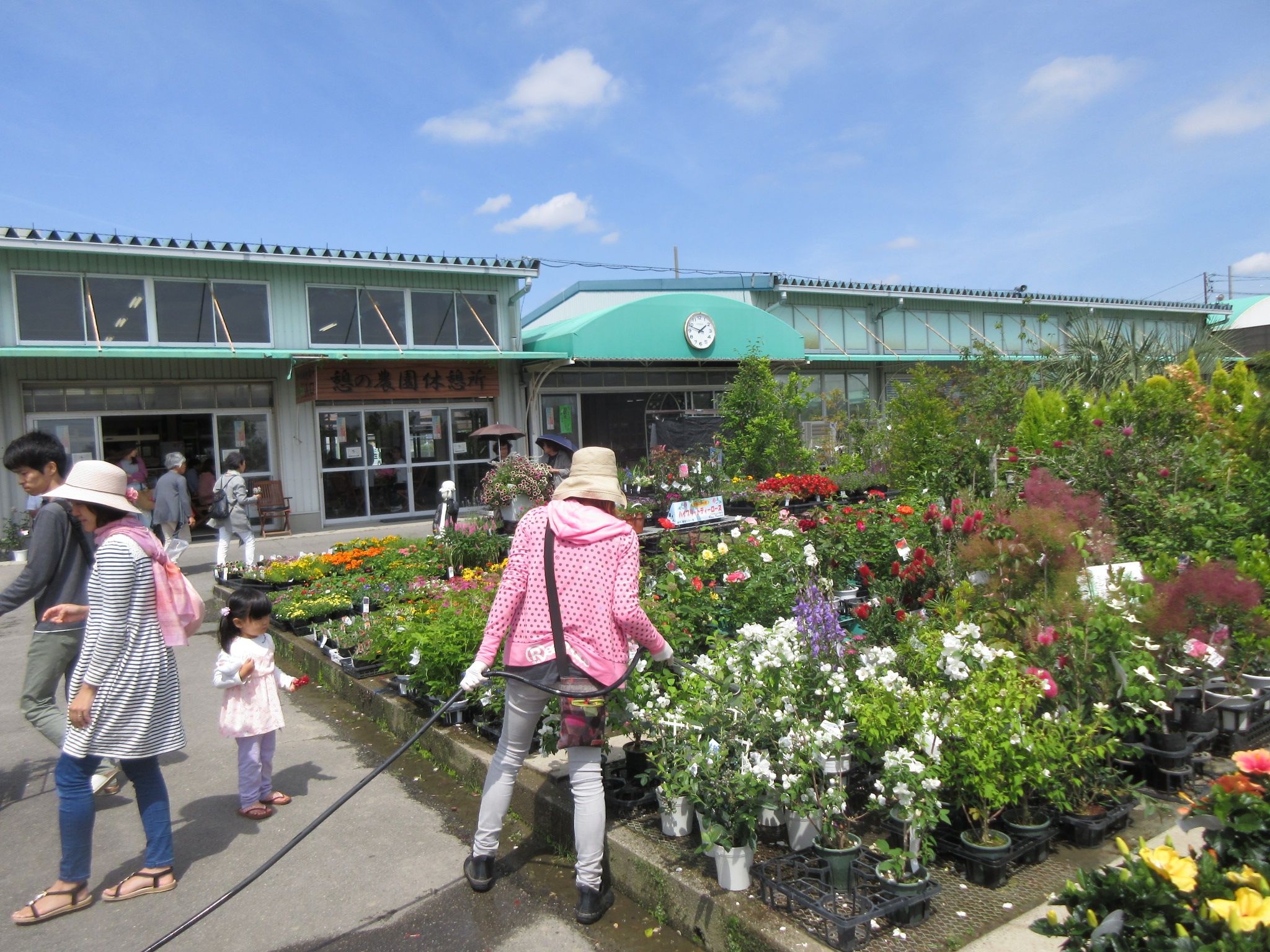
西尾市憩の農園

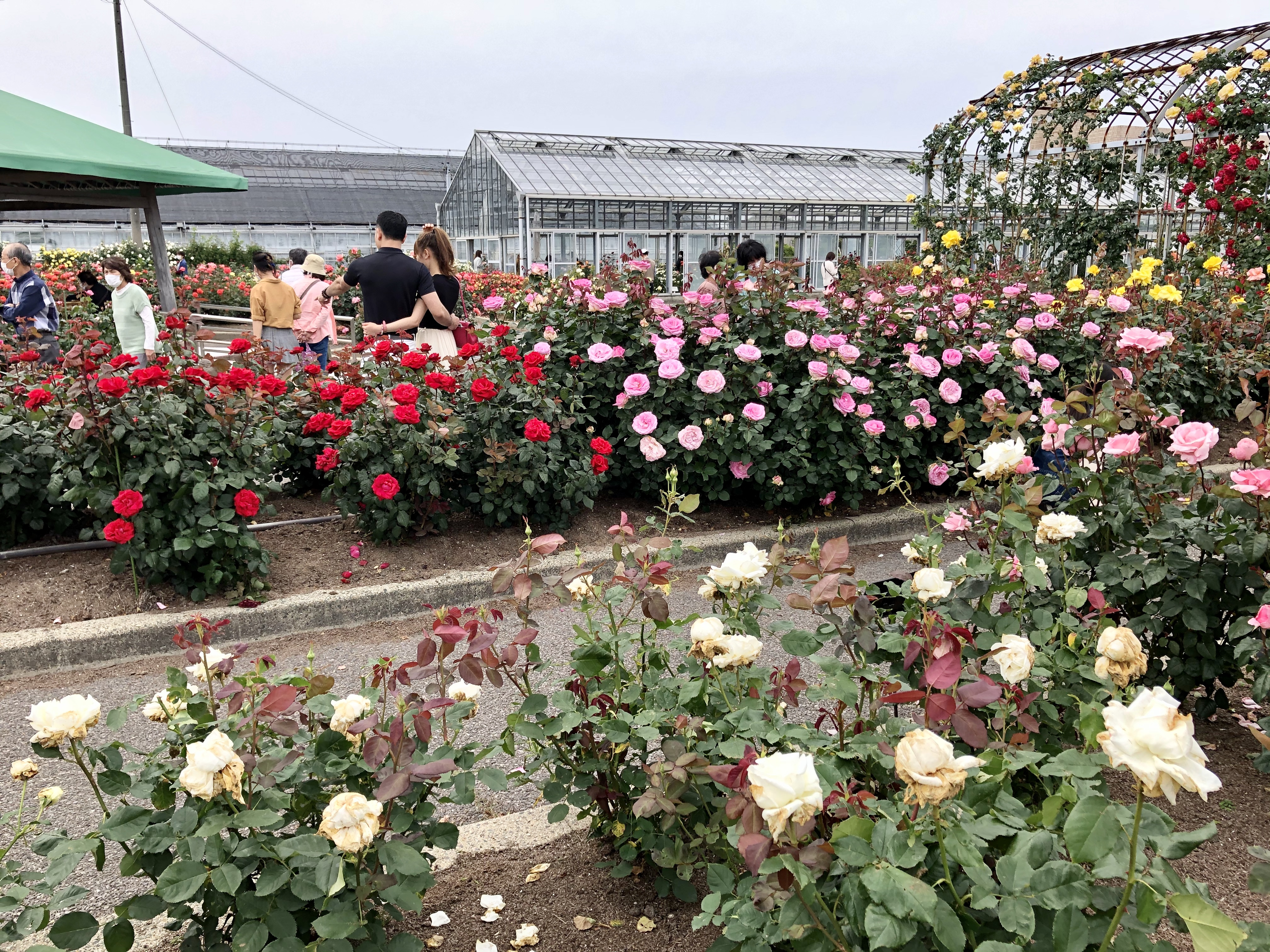
西尾市バラ園

西三河農業協同組合（にしみかわのうぎょうきょうどうくみあい）は、愛知県西尾市に本店を置く農業協同組合。2000年（平成12年）に西尾市と当時の幡豆郡一色町・吉良町・幡豆町にある5つの農協（西尾市・西尾福地・一色・吉良・幡豆）が合併してできた。
運営する施設に、憩の農園ファーマーズガーデンや憩の農園ファーマーズマーケットなどがある。

## 概要

### 主要農作物
米
あきたこまち・コシヒカリ・あいちのかおりなどの品種を生産し、地元産コシヒカリ100%の米を「矢作の恵」のブランド名で販売している。
小麦
きぬあかり・イワイノダイチ・農林61号の3品種を主に栽培し、愛知県産小麦の生産量の3割を担う。
大豆
主にフクユタカを栽培。岡崎名産の八丁味噌の原材料としても使用される。
イチゴ
章姫・とちおとめ・紅ほっぺの3品種を栽培。
梨
幸水・豊水・新高などの品種を生産し、品質の向上と品揃えを徹底させ「三河梨」のブランド化を進めている。
イチジク
露地物の出回る8月中旬〜10月上旬だけでなく、ハウスでの生産で3月下旬〜8月上旬にも出荷している。
カーネーション
管内は全国有数の産地として知られ、JAでの共選出荷も行われている。市町村別出荷数量では一色町が全国トップクラスで、年間2000万本以上である。
バラ
西尾市の花にも選定されているバラは、ローテローゼ・ノブレス・ゴールドストライク・パレオ・リトルマーベル・マニッシュなどの品種が栽培され、1年を通じて約950万本が出荷される。
洋ラン
洋ランの総合産地として評価は高く、ファレノプシス（胡蝶蘭）・デンファレ・デンドロビューム・オンシジュームなどの品種を栽培しているが、特にファレノプシスは年間140万鉢の生産量で、全国トップの産地である。
菊
観葉植物
ポトス・クロトン・デフェンドギア・ミニ観葉などを生産し、愛知県の出荷量は全国一であり、その一翼を担う。
和物
万両・千両・モミジなどの花木やトキ草、フウランなどの東洋ラン、イチジク、金柑などの実付き果樹を観賞用に鉢上げしたものを和物といい、西尾市が命名の地である。1年を通じて100種類以上で約160万鉢が出荷される。
鉢花
シクラメン・セントポーリア・ベゴニア・ブーゲンビリア・ガーベラなど40種類を生産する。

### 指定金融機関
- 西尾市
- 安城市（収納代理金融機関として指定）

## 店舗・施設

### Aコープ
Aコープ事業は2013年（平成25年）4月1日に（株）Aコープあいちへ経営移管。

### 産直販売
西尾市憩の農園、グリーンセンター一色店、グリーンセンター幡豆店、吉良農産物直売所、さかなセンター

### 営農センター
高河原センター、小牧センター、野々宮センター、池田センター、西部センター、東部カントリーエレベーター、南部カントリーエレベーター

### 給油所
福地SS、一色西部SS、吉良南部SS、セルフ上矢田SS、セルフ一色SS、セルフ横須賀SS、セルフ幡豆SS
給油所事業は2013年（平成25年）10月1日に株式会社JAあいちエネルギーへ経営移管。

### その他
旅行センター、LPG販売所、農機自動車センター、（株）西農開発